# Beaches (film)
Beaches is een Amerikaanse comedy-dramafilm uit 1988 geregisseerd door Garry Marshall. Het verhaal is afkomstig van het gelijknamige boek van auteur Iris Rainer Dart.
Ondanks negatieve recensies werd de film een commercieel succes die in totaal 59 miljoen dollar opbracht.

## Verhaal
Het verhaal gaat over twee jeugdvriendinnen van verschillende achtergrond, de extraverte Cecilia Carol "C.C." Bloom en de rijke Hillary Whitney. De meisjes blijven vrienden en houden contact met elkaar via brieven. Hillary wordt een succesvol advocaat en verhuist om vaker bij C.C. te zijn, die op dat moment een moeilijke carrière heeft. C.C. krijgt nu meer bekendheid, maar dan raakt Hillary ernstig ziek. Ze besluiten om naar het strandhuis te gaan in de zomer, waar Hillary komt te overlijden.

## Rolverdeling
| Acteur          | Personage                    |
| --------------- | ---------------------------- |
| Bette Midler    | Cecilia Carol "C.C." Bloom   |
| Mayim Bialik    | de 11-jarige C.C. Bloom      |
| Barbara Hershey | Hillary Whitney              |
| Marcie Leeds    | de 11-jarige Hillary Whitney |
| John Heard      | John Pierce                  |
| Spalding Gray   | dr. Richard Milstein         |
| James Read      | Michael Essex                |
| Lainie Kazan    | Leona Bloom                  |
| Tracy Reiner    | winkelbediende               |

## Muziek
Het hoofdnummer van de film, "Wind Beneath My Wings", kwam op nummer 1 van de Billboard Hot 100 hitlijsten en won een Grammy Award voor Record of the Year en Song of the Year in 1990.